# Starohorské vrchy
Koordinaten: 48° 50′ N, 19° 12′ O

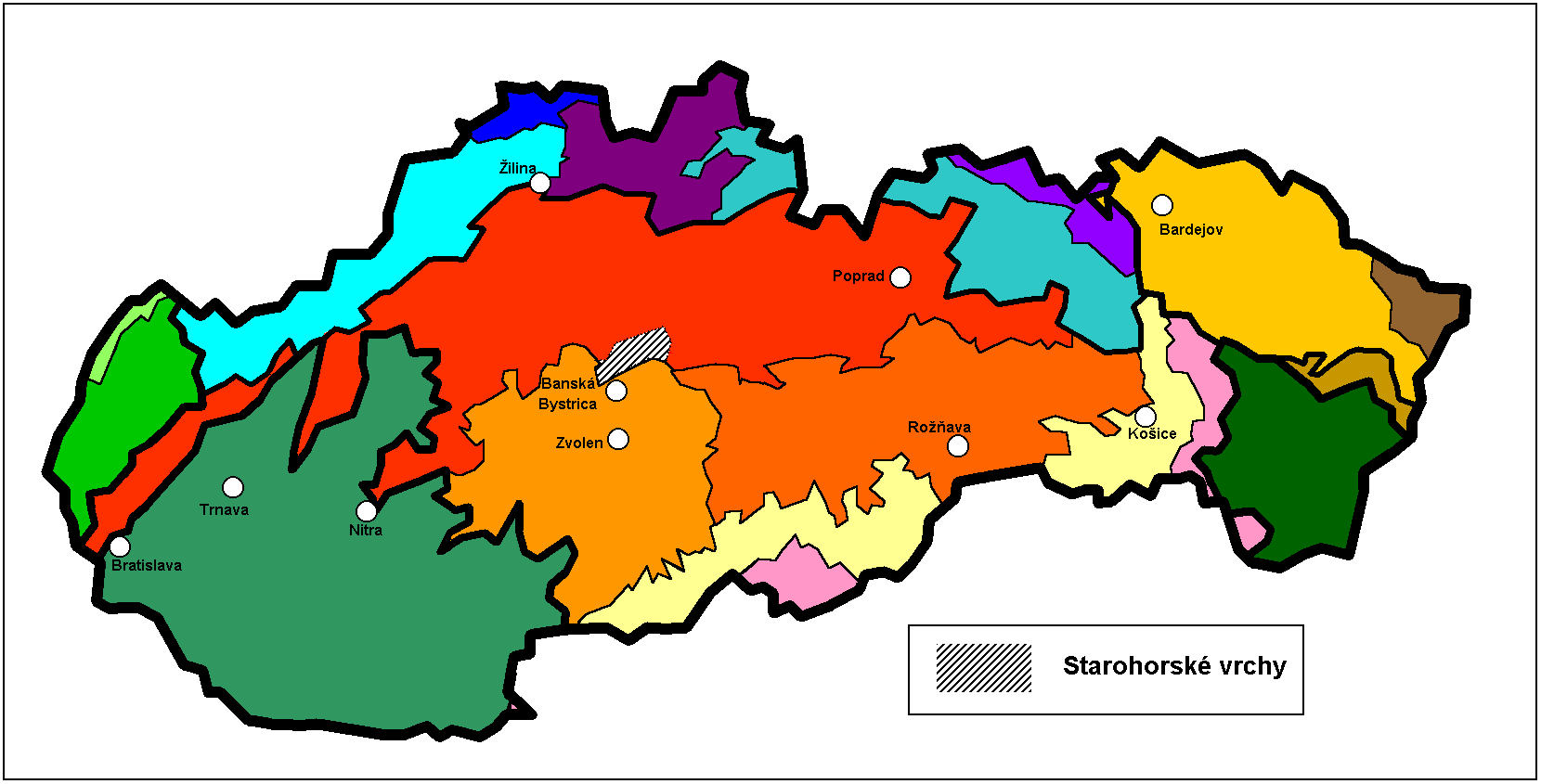
Die Starohorské vrchy innerhalb der Geomorphologischen Einteilung der Slowakei

Die Starohorské vrchy sind ein nach dem Ort Staré Hory benannter Gebirgszug in der mittleren Slowakei, nordöstlich der Stadt Banská Bystrica. Sie sind Teil des Fatra-Tatra-Gebietes der Inneren Westkarpaten. In der Vergangenheit wurde die Region als westlichster Teil der Niederen Tatra betrachtet, nach einer neueren geomorphologischen Einteilung jedoch als eigenständiges Gebirge angesehen.
Begrenzt wird das Gebirge 
- im Norden von der Großen Fatra,
- im Osten von der Niederen Tatra,
- im Süden vom Talkessel Zvolenská kotlina,
- im Westen von den Kremnitzer Bergen.

Der Hauptkamm des etwa 20 km langen und 10 km breiten Gebirges verläuft in von Südwesten ansteigend nach Nordosten. Hier hat es Anschluss an die Kämme der Großen Fatra (über den Pass Sedlo Donovaly) und der Niederen Tatra (über den Sattel Hiadeľské sedlo). Höchster Gipfel ist der Kozí chrbát mit 1330 m.
Der Gebirgszug besteht vorwiegend aus kristallinem Gestein. Die früher besonders vom Bergbau (besonders Kupfer) geprägte Region lebt heute hauptsächlich vom Tourismus und der Forstwirtschaft.
Ein Teil des Gebirges gehört zum Nationalpark Niedere Tatra.

## Bedeutende Erhebungen
- Kozí chrbát, 1330 m
- Kečka, 1225 m
- Jelenská skala, 1153 m
- Panský Diel, 1100 m

## Ortschaften im Gebirge und in der Umgebung
- Banská Bystrica (dt. Neusohl)
- Slovenská Ľupča (Slowakisch Liptsch)
- Staré Hory (Altgebirg)
- Špania Dolina (Herrengrund)
- Donovaly